# Ivo Špaček
Ivo Špaček (* 18. května 1955) je bývalý český fotbalista, útočník. Žije ve Vendryni.

## Fotbalová kariéra
V československé lize hrál za Baník Ostrava. Nastoupil ve 3 ligových utkáních a dal 1 ligový gól. Do Baníku přišel z TŽ Třinec.

## Ligová bilance
| Ročník                                   | Zápasy | Góly | Minuty | Klub          |
| ---------------------------------------- | ------ | ---- | ------ | ------------- |
| 2. československá fotbalová liga 1973/74 | –      | –    | –      | TŽ Třinec     |
| 1. československá fotbalová liga 1974/75 | 3      | 1    | 159    | Baník Ostrava |
| CELKEM 1. liga                           | 3      | 1    | 159    |               |